# Los Piojos (álbum)
Los Piojos es el segundo álbum recopilatorio del grupo musical de Argentina Los Piojos. Publicado en el año 2008, solamente para España, en edición limitada. Este álbum está editado en formato CD+DVD.

## Lista de canciones
1. «Manjar» 4:33
2. «Pacífico» 4:44
3. «El farolito» 4:13
4. «Bicho de ciudad» 5:20
5. «Ando ganas (Llora llora)» 5:28
6. «Civilización» 4:25
7. «Como Alí» 3:31
8. «Difícil» 5:05
9. «El balneario de los doctores crotos» 4:04
10. «Maradó» 6:04
11. «Todo pasa» (En vivo) 5:34
12. «Tan solo» (En vivo) 4:18
13. «Agua» (En vivo) 5:15
14. «Desde lejos no se ve» (En vivo) 4:00
15. «Verano del '92» 4:51

## DVD:Fantasmas peleándole al viento
| 1  | «Fantasma»                                                  | 4:58 |
| 2  | «Babilonia»                                                 | 2:37 |
| 3  | «Te diría»                                                  | 7:19 |
| 4  | «Taxy boy»                                                  | 5:28 |
| 5  | «Luz de marfil»                                             | 4:55 |
| 6  | «Pistolas»                                                  | 5:09 |
| 7  | «Angelito»                                                  | 6:09 |
| 8  | «Guadalupe» (con Rubén Rada)                                | 4:44 |
| 9  | «Ruleta»                                                    | 5:31 |
| 10 | «Media caña»                                                | 4:40 |
| 11 | «Motumbo»                                                   | 4:07 |
| 12 | «Maradó» (Participación especial de Diego Armando Maradona) | 6:54 |
| 13 | «El viejo»                                                  | 3:32 |
| 14 | «Morella»                                                   | 7:59 |
| 15 | «Todo pasa»                                                 | 5:28 |
| 16 | «Y que más»                                                 | 2:49 |

## DVD: Extras
1. «Cruel» (Facultad de ciencias sociales en 1991).
2. Grabación de «Fantasma» y «Guadalupe».
3. «Maradó» (Video musical).

## DVD: Notas
- 1-4, 7-9, 15-16 --> Estadio Alberto J. Armando.
- 5-6 --> Estadio Ciudad de La Plata.
- 10-14 --> Estadio Obras al aire libre.